# Laura Hernández Selva
Laura Hernández Selva (geboren am 13. Mai 1997 in Elche) ist eine spanische Handballspielerin. Sie wird auf den Positionen linker Rückraum und Linksaußen eingesetzt.

## Vereinskarriere
Die erste Profistation der 1,71 Meter großen Spielerin, die zunächst auf der Position Linksaußen, später im linken Rückraum eingesetzt wurde, war der Verein elche Mustang. Mit dem Verein aus Elche bestritt sie 149 Partien in der „Liga Guerreras“, Spaniens höchster Liga. Im Mai 2020 wechselte sie zu Super Amara Bera Bera.
Mit dem Verein aus Donostia gewann sie 2020/2021 und 2021/2022 die spanische Meisterschaft, 2022 die Supercopa de España und 2023 die Copa de la Reina sowie die Supercopa Ibérica.
Sie spielte auch in europäischen Vereinswettbewerben, so im EHF-Pokal.

## Auswahlmannschaften
Hernández wurde in 41 Partien (dabei acht Siege) der Nachwuchsauswahlen Spaniens eingesetzt und erzielte dabei 119 Tore. Zwei Spiele bestritt sie für die promesas seleccion, sechs Partien mit der Jugendauswahl sowie 33 Partien mit den spanischen Juniorinnen. Sie nahm an der U-19-Europameisterschaft Frauen 2015 und an der U-20-Weltmeisterschaft 2016 teil.
Sie bestritt 20 Länderspiele für die spanische Nationalmannschaft. Ihren ersten Einsatz für die Auswahl Spaniens absolvierte sie am 17. März 2017. Bei der Weltmeisterschaft 2021 in Spanien stand sie mit im Aufgebot. Mit Spaniens Auswahl gewann sie die Goldmedaille bei den Mittelmeerspielen 2022.